# Южноуральск
Южноура́льск — город (с 1963 года) в Челябинской области России. Город расположен на реке Увельке, в 88 км от областного центра города Челябинска, в 220 км от города Магнитогорска и в 7 км от железнодорожной станции Нижнеувельская, находящейся на железнодорожной линии Челябинск — Троицк, от которой к городу протянута железнодорожная ветка с конечной станцией Южноуральск.

## Этимология
Возник в 1948 году при строительстве Южноуральской ГРЭС как посёлок Южноуральский (с 1963 года город Южноуральский). Написание Южноуральск установлено Верховным Советом СССР и ещё сохраняется на картах и в литературе.

## История

### Нижнеувельская станица
Нижнеувельский острог был заложен в нижнем течении реки Увельки казаками Исетского войска, во главе с Кириллом Заикиным, в 1745 году по приказу первого губернатора Оренбургской губернии Ивана Неплюева. Несмотря на удалённость от внешней границы, Нижнеувельская крепость имела большое значение как промежуточный пункт почтового тракта между Челябинской и Троицкой крепостями. Именно по этому пути везли продовольствие, металл, огневые припасы и многое другое. За поддержку восстания под предводительством Емельяна Пугачева 1773-1775 годы, гарнизон Нижнеувельской был расформирован, она потеряла статус крепости и стала официально именоваться слободой.
В 1776 году в Нижнеувельскую слободу переносится управление одноимённой волостью. По высочайшему указу императора Николая I от 4 мая 1843 года о причислении крестьян к казачьему сословию в связи с потребностью государства в военных формированиях, Нижнеувельская слобода получила статус станицы 3-го Троицкого отдела Оренбургского войска. В мае 1924 года станица была преобразована в село Увельское и образован Увельский район в Троицком округе. В 1939 году административный центр района был перенесён в пристанционный поселок Нижнеувельский, расположенный в 7 км от станицы.
Посёлок Южноуральск (1948—1961)
Нижнеувельская станица получила второе рождение в конце 40-х годов XX века, когда вблизи неё стали возводить Южноуральскую государственную районную электростанцию (ЮУГРЭС). В 1948 году возник рабочий посёлок на месте станицы и стал называться Южноуральским. 28 августа 1950 года стал посёлком городского типа.

### Город Южноуральск (с 1963 года)
1 февраля 1963 года Южноуральск получил статус города. С 2005 года городской округ.

## Физико-географическая характеристика

### Расположение
Город расположен на восточном склоне Южного Урала. Занимает площадь 110,57 км². Протяженность города около 5 км в длину и 4,3 км в ширину, высота над уровнем моря около 238 метров. C северной стороны находится Южноуральское водохранилище на реке Увельке, а по западной границе города протекает непосредственно река Увелька (приток реки Уй), которая является одним из водоприёмников гидросистемы города. Город окружен смешанными лесами (береза, осина, сосна).

### Климат
Климат умеренно континентальный. Зима, как правило, холодная, чаще малоснежная, с сильными морозами, метелями, которые наблюдаются в течение 40-50 дней, вызывая сильный перенос снега. Глубина промерзания почвы составляет 110-150 см. В малоснежные и суровые зимы почва промерзает до 170-250 см. Лето жаркое, за редким исключением сухое. Средняя температура января −15...-17 °C, июля +16...+18 °C. 29 июля 1952 года в Южноуральске была отмечена абсолютная максимальная температура по Челябинской области: +42,0 °C. Среднегодовая температура от +0,3 до +2,8ºС. Годовое количество осадков 410...450 мм, в зимний период выпадают преимущественно в виде снега. В основном преобладают южного и юго-западного, за исключением июня-августа, когда ветер дует с запада и северо-запада. Средняя скорость ветра 3-4 м/с, при метелях (зимой) и грозах (летом) наблюдается кратковременное шквалистое усиление ветра до 16-28 м/с.
| Показатель                            | Янв.  | Фев.  | Март  | Апр.  | Май   | Июнь | Июль | Авг. | Сен.  | Окт.  | Нояб. | Дек.  | Год   |
| ------------------------------------- | ----- | ----- | ----- | ----- | ----- | ---- | ---- | ---- | ----- | ----- | ----- | ----- | ----- |
| Абсолютный максимум, °C               | 5,1   | 10,1  | 16,1  | 32,4  | 36,1  | 39,9 | 42,2 | 39,9 | 33,1  | 27,1  | 17,7  | 6,9   | 42,2  |
| Средняя температура, °C               | −14,7 | −13   | −5,1  | 6,1   | 12,4  | 17,9 | 20,6 | 18,0 | 10,9  | 2,1   | −7,8  | −13,2 | 2,9   |
| Абсолютный минимум, °C                | −49,6 | −51,6 | −37,1 | −26,7 | −12,2 | −3,2 | −0,4 | −1,1 | −10,4 | −25,6 | −36,8 | −45,1 | −51,6 |
| Норма осадков, мм                     | 19    | 16    | 18    | 27    | 47    | 58   | 94   | 43   | 41    | 30    | 26    | 21    | 436   |
| Источник: NASA. База данных RETScreen |       |       |       |       |       |      |      |      |       |       |       |       |       |

### Часовой пояс
Южноуральск, как и вся Челябинская область, находится в часовой зоне МСК+2. Смещение применяемого времени относительно UTC составляет +5:00.

## Официальные символы
Первый герб города Южноуральска был утверждён 10 июля 1969 года решением местной администрации: «В верхней части щита на голубой планке серебром — название города. В центре его размещена эмблема, символизирующая основные отрасли промышленности города (ГРЭС, связка изоляторов — арматурно-изоляторный завод, лилия — эмблема фарфорового завода, шестерня — ремонтно-механический завод), в нижней части золотые серп и молот».
Действующий флаг и герб Южноуральска утверждены решением совета депутатов города № 310 26 сентября 2000 года. Герб и флаг внесены в Государственный геральдический регистр под № 668 и № 669 соответственно. Синий цвет символизирует водохранилище на реке Увельке, шашки — знак казаков, пересечение жёлтых полос — пересечение дорог, на котором была построена станица Увельская, а затем город Южноуральск.

## Руководители города
Руководство города:
1-е секретари горкома КПСС:
- Горбунов Алексей Егорович (1962—1973).
- Чистякова Роза Семёновна (1973—1980).
- Колесников Виктор Иванович (1980—1983).
- Арзамасцев Юрий Аверьянович (1983—1986).
- Стрелкова Людмила Ивановна (1986—1989).
- Пинженин Виктор Михайлович (1989—1991).

Председатели горисполкома:
- Толкачёв Николай Евгеньевич (1962—1973).
- Первак Михаил Григорьевич (1973—1976).
- Хижняк Виктор Аврамович (1976—1980).
- Комельков Виктор Иванович (1980—1982).
- Арзамасцев Юрий Аверьянович (1982—1983).
- Фрумкин Эдуард Наумович (1983—1987).
- Резников Николай Сергеевич (1987—1989).
- Шаврин Владимир Михайлович (1989—1991).

Председатели горсовета:
- Баранников Геннадий Тимофеевич (1991).

Главы города:
- Шаврин Владимир Михайлович (1991 — март 2005).
- Гора Владимир Ильич (март 2005 — март 2010).
- Соболев Евгений Александрович (март 2010 — сентябрь 2015).
- и.о. Нестерчик Андрей Иосифович (сентябрь — октябрь 2015).
- Александр Владимирович Лазарев (ноябрь 2015 — 22 сентября 2020).
- Куленко Ярослав Олегович (с 22 сентября / 19 ноября 2020 г.).

## Население
| 1959    | 1967    | 1970    | 1979    | 1989    | 1992    | 1996    | 1998    | 2000    |
| ------- | ------- | ------- | ------- | ------- | ------- | ------- | ------- | ------- |
| 22 400  | ↗30 000 | ↗35 323 | ↗39 184 | ↗41 335 | ↗41 700 | ↘40 100 | →40 100 | ↗40 300 |
| 2001    | 2002    | 2003    | 2005    | 2006    | 2007    | 2008    | 2009    | 2010    |
| ↘40 200 | ↘39 275 | ↗39 300 | ↘39 200 | ↘38 800 | ↘38 700 | ↘38 500 | ↘38 432 | ↘37 877 |
| 2011    | 2012    | 2013    | 2014    | 2015    | 2016    | 2017    | 2018    | 2019    |
| ↗37 902 | ↘37 798 | ↘37 676 | ↘37 565 | ↗37 666 | ↗37 716 | ↗37 801 | ↘37 728 | ↘37 541 |
| 2020    | 2021    | 2023    |         |         |         |         |         |         |
| ↗37 561 | ↘37 478 | ↘37 313 |         |         |         |         |         |         |

На 1 января 2025 года по численности населения город находился на 407-м месте из 1124 городов Российской Федерации.
1914 — 12228 Население бывшей Нижнеувельской станицы : 1799-1250 1891-1191 1892-2830 1896-3371 1900-3725
Характеристика населения
По состоянию на 1 января 2010 года в Южноуральске проживает 38652 человека, проживает 12 тысяч семей, 7,2 тысяч детей. 24,6 тысячи населения трудоспособного возраста. Плотность населения составляет около 369 человек на 1 км².
Национальный состав
По данным Всероссийской переписи населения 2002 года
| Национальность                                            | Количество (чел.) |
| --------------------------------------------------------- | ----------------- |
| Русские                                                   | 36 619            |
| Украинцы                                                  | 1 027             |
| Татары                                                    | 513               |
| Белорусы                                                  | 305               |
| Мордва                                                    | 152               |
| Другие национальности и лица, не указавшие национальность | 888               |

## Транспорт
Рядом с городом проходит автодорога А310 (E 123 AH7). В городе есть автовокзал, поэтому город связан регулярным автобусным транспортом с Челябинском, Екатеринбургом, Миассом, Еманжелинском, Увельским, Троицком, Златоустом, Магнитогорском, Пластом, Костанаем, Красногорским, Коркино. Также существует автобусное сообщение в населённые пункты: Ключи, Шумаково, Петровка, Сухарыш, Синий Бор, Мордвиновка, Берёзовка, Дуванкуль, Хуторка, Санаторий «Урал», Чесма, Рудный, Житикара, Варна. 
Ранее железнодорожная станция Южноуральск была связана пригородными электропоездами с Челябинском, однако в начале 2012 года было уменьшено число вагонов в поездах, а к концу года движение электропоездов было отменено, после чего станция стала грузовой. На 25 марта 2024 года намечено восстановление пассажирского сообщения — одна пара поездов в сутки будет следовать через станцию Смолино, отправляясь утром в Челябинск, а вечером в Южноуральск.
Городской транспорт Южноуральска это прежде всего автобусы (расписание). Действует три городских автобусных маршрута. Несколько компаний осуществляют таксомоторные перевозки.

## Экономика

### Промышленность
Энергетика, машиностроение и торговля являются доминирующими отраслями в городе. Вместе с тем получили развитие и другие отрасли промышленности: керамическая, фарфоровая, пищевая и лёгкая. На крупных промышленных предприятиях города выпускается линейная арматура и стеклянные изоляторы для высоковольтных линий электропередач, радиокерамика для нужд ВПК, металлоконструкции, комплектующие детали для электронной промышленности, строительные материалы и фарфоровая посуда, молоко и хлебопродукты. Ведут ремонт автомобилей и крановой техники.

#### Крупные производства
- филиал «Южноуральская ГРЭС» ОАО «ИНТЕР РАО — Электрогенерация»

- Федеральный холдинг Производственное объединение «ФОРЭНЕРГО» в составе[30]:
  - АО «ЮМЭК» — завод по производству стеклянных изоляторов.
  - ООО «ЮЗРК ГРУПП» завод по производству радиокерамики.
  - ООО «ВОЛЬТА» — завод по производству полимерных и фарфоровых опорных изоляторов
- ПАО «Южноуральский арматурно-изоляторный завод»
- ПАО «Кристалл»
- ООО «КонструктУрал»
- ПАО «Южноуральский ремонтно-механический завод»
- ПАО «Южуралхлеб»
- ПАО «Южноуральский молочный завод»
- АО «Уральский фарфор»
- ООО «Южуралтрейлер»
- АО «Завод ЭСКОН»Южноуральский АИЗ

На 1 января 2009 год на территории Южноуральского городского округа зарегистрировано 1514 индивидуальных предпринимателей и 384 малых предприятий, что составляет соответственно 106,7 % и 115,6 % к началу 2009 года, из них доля занятых в промышленности — 12,9 %, в строительстве — 7,9 %, в торговле и общественном питании — 35,8 %, в сфере оказания услуг — 34 %. В городе расположен крупный оптово-розничный посудный рынок.

### Строительство
В 1999 году в городе продолжалось наращивание темпов жилищного строительства. Возобновилось работы на замороженных объектах: девятиэтажном жилом доме по улице Спортивной, двух десятиэтажных жилых домов по улице Советской Армии. Параллельно проходило индивидуальное строительство в поселках Звёздный, Рощино-1, Лесной-1, Плановый-2, Рощино-2. В 2004, 2008 годах город занял первое место в области по объёмам жилищного строительства.
В 2010 году активно велась работа по ремонту городских дорог и придомовых территорий. В 2012-2013 годы построены новые предприятия: «Эскон», Южноуральская ГРЭС-2, что вызвало приток населения в город, большой объём строительства жилья: многоквартирных и частных домов. В 2014 году открылся новый кинотеатр «Рио». 1 февраля 2019 году был отремонтирован городской дом кино. С 2021 года в Южноуральске ведутся масштабные работы по реконструкции улиц, общественных пространств, центральной площади, фасадов многоквартирных домов, зданий учреждений культуры, образования, медицины и социальной сферы в рамках федеральной программы «Формирование комфортной городской среды».

### Банки
В Южноуральске расположены финансовые учреждения как местного, так и федерального значения. Список некоторых банков, представленных в Южноуральске:
- Банк «Открытие»,
- Уральский банк Сбербанка России,
- Газпромбанк,
- Челябинвестбанк,
- Челиндбанк,
- УБРиР,
- Совкомбанк,
- «Пойдём!»,
- Почта Банк,
- Альфа-банк,
- ВТБ

## Военные объекты
Недалеко от города расположен аэродром ВВС России Упрун.

## Религия
В настоящее время в городе имеется три действующие православные церкви. 
Храм Преображения Господня построенный в 2003 году.
Деревянный храм Покрова Пресвятой Богородицы, находится в посёлке Плановом. 13 мая 2008 года он был освящён митрополитом Челябинским и Златоустовским Иовом. Напротив храма был возведён храм в честь адмирала российского флота Фёдора Фёдоровича Ушакова. Строительство осуществлялось по инициативе Валерия Васильевича Филиппова.
В 2011 году был заложен фундамент мечети рядом с дорогами, ведущими в Магнитогорск, Троицк и Астану. Строительство мечети и образование махалли (прихода). 
В июле 2014 года начались работы по строительству каменного Кафедрального собора в честь Благовещения Пресвятой Богородицы на 500 человек с домом причта.
В 2017 году в районе городского парка начато строительство церкви Веры, Надежды, Любови и матери их Софии.
- Церковь Преображения Господня
- Храм Покрова Пресвятой Богородицы
- Строящийся Храм Святого праведного воина Федора Ушакова

## Образование
В городе действуют 11 дошкольных образовательных учреждений (детские сады и ясли). Работают 7 школ.
Средняя школа № 1 была открыта как Южноуральская школа-интернат 17 февраля 1962 года. Специальная (коррекционная) общеобразовательная школа № 2 образована в 1961 году. С сентября 2005 года деятельность школы осуществляется по программам для специальных коррекционных образовательных учреждений. Выпускники школы получают неполное среднее образование. Средняя общеобразовательная школа № 3 открыта в 1961 году как первая средняя школа в рабочем посёлке. Средняя общеобразовательная школа № 4 открыта 8 сентября 1975 года. Основная общеобразовательная школа № 5 появилась в 1951 году, средняя общеобразовательная школа № 6 в сентябре 1967 года. Средняя общеобразовательная школа № 7 открыта 19 января 1993 года. Школа находится в новом микрорайоне на восточной окраине города. Первоначально из соседних школ перевели только детей из начальных классов, затем, в сентябре 1993 года школа приняла в свои стены ребят 5-9 классов.
Другие учебные заведения
- Южноуральский энергетический техникум — создан в 1952 году, как вечерний филиал Челябинского энергетического техникума. В июне 1958 года был преобразован в самостоятельный вечерний индустриальный техникум. Является единственным средним специальным учебным заведением в городе.

- Детская школа искусств — образована в 1964 году.

- Центр дополнительного образования для детей — Образован как городской дом пионеров и школьников 1 сентября 1972 года. 8 августа 1991 года переименован в центр творчества учащихся, а 2 марта 2000 года в центр дополнительного образования детей.

- Межшкольный учебный комбинат — открыт в здании школы № 1 по улице Энергетиков 26 апреля 1979 года и назывался учебно-производственным комбинатом. Постановлением главы города от 15 мая 1997 года переименован в межшкольный учебный комбинат.

- Южноуральский политехнический техникум — бывшее профессиональное училище № 118. Образовано в марте 1980 года на базе Южноуральского завода металлоконструкций. В 1989 году произошло объединение СГПТУ № 118 и СГПТУ № 88. В настоящее время в училище ведётся подготовка по следующим профессиям: «Парикмахер», «Повар, кондитер», «Сварщик», «Коммерсант в торговле».

- Профессиональное училище № 130 — образовано в ноябре 1944 как Увельская школа механизации. В 1963 году реорганизовано в сельское профессионально-техническое училище № 5 (СПТУ № 5). В 1995 году училище было расширено и реорганизовано в профессиональное училище № 130.

## Культура
В городе работает 8 учреждений культуры (в том числе городской дом культуры), в которых трудится 192 человека. В муниципальной сфере действует 25 творческих коллективов и клубных формирований. Наиболее крупные мероприятиями в культурной жизни города:
- международный музыкальный фестиваль-конкурс «Южноуральск — Зальцбург»;
- юбилейные выступления народных коллективов хор ветеранов и вокально-инструментального ансамбля «Новое время»;
- областной библиотечный форум, посвященный подведению итогов года чтения.

Библиотеки
В городе существует 2 муниципальных библиотеки. Самая крупная центральная городская библиотека.
Музей
5 ноября 1967 года Иван Петрович Вялков основал общественный Южноуральский музей. 7 ноября 1989 года он стал Южноуральским краеведческим музеем. За 30 лет существования музеем накоплен обширный материал по истории и природе края, который охватывает более чем 250-летний период. Музей занимает 180 м² экспозиционно-выставочной площади и 130 м² фондохранилищ. В музее находится около 2700 экспонатов, из них 2000 предметов основного фонда. Среднее количество посетителей около 6000 человек в год.
Парк отдыха
Парк культуры и отдыха, расположенный на территории уникального природного массива площадью 19,3 га со 120-летними соснами, был основан в апреле 1974 года. В парке, который является одним из популярных мест проведения досуга горожан, установлены различные аттракционы, уличные тренажеры устроены зоны отдыха с цветниками и прудом
Кинотеатры
- Дом кино (ранее кинотеатр «Экран») — Первый в городе кинотеатр на 420 мест. Построен в 1965 году, в 2019 году была проведена реконструкция[36].

- Континент Синема (ранее кинотеатр «Рио») — открылся в 2014 году с двумя 3D-залами вместительностью на 98 и 101 человек.

## Достопримечательности и памятники
- Памятники В.И. Ленину: на площади Ленинского Комсомола самый большой в городе высотов 13 метров, у центральной проходной завода «Кристалл», на центральной аллее завода «ЮАИЗ», памятник работы Н. К. Крупской на площаде перед Центром дополнительного образования для детей.
- Мемориальный комплекс воинской славы — памятник павшим на фронтах Великой Отечественной войны. Высота 12-15 метров. Установлен в 1975 году в канун тридцатилетия Победы. Впоследствии прибавились таблички с фамилиями павших воинов.
- Памятник на братской могиле красногвардейцам 26-й стрелковой дивизии 5-й Красной армии установлен в юго-западной части ныне закрытого городского кладбища. Высота 5 метров.
- Обелиск на месте боя за захват белой казачьей станицы Нижнеувельской 31 июля 1919 года установлен на промплощадке ГРЭС, у административного корпуса. Автор обелиска А. В. Сарапулов.
- Памятник природы «Кичигинский бор» — островной сосновый бор, произрастающий на гранитных массивах. Представляет собой два разрозненных бора, дополнительно раздробленных дорожной сетью. Один массив находится севернее Южноуральского городского округа, другой — севернее села Кичигина[37].
- Стела коммунизму. Расположена в западной части городского парка.
- Сквер светящихся планет. На территории Южноуральска расположен аэродром Упрун, на котором базируются вертолетчики, встречающие спускаемые аппараты космонавтов. Здесь жил летчик-космонавт, Герой России Михаил Корниенко, отец которого служил на этом аэродроме и погиб, отводя падающую машину от соседнего села. В сквере установлен вертолет Ми-8, сам сквер оформлен в виде планет солнечной системы.[31]
- Дом культуры (изначально Дом культуры «Энергетик») построен в 1955 году. Здание соответствует типовым постройкам 1950-х и 1960-х годов малых городов Урала, но отличается наличием 12 колон, которые придают зданию торжественность. Рядом находится городской парк культуры и отдыха.[38]

- Краеведческий музей. Основан 5 ноября 1967 года, основателем Южноуральского краеведческого музея является Иван Петрович Вялков.[39]

## Здравоохранение
В городе есть две поликлиники, семь аптек и шесть аптечных пунктов, частный медицинский центр «Кристалл». Вокруг много оздоровительных учреждений. Самое известное из них, санаторий «Урал», находится в селе Хомутинино, куда съезжаются отдыхающие не только из Челябинской области, но и из соседних регионов.

## Спорт
В городе существует 16 спортивных федераций. Есть детско-юношеская спортивная школа, стадион «Центральный» и физкультурно-оздоровительный комплекс.
Активно развивается хоккей с шайбой. С 2008 года действует Детский Хоккейный Клуб «Метеор». В Южноуральске жил и умер заслуженный тренер хоккейной команды Газовик Карпов Павел Александрович.
В конце 2013 года в городе начато строительство ледовой арены «Южный Урал». Стоимость проекта 300 млн руб. Торжественное открытие грандиозного сооружения площадью более 4 тысяч квадратных метров, приуроченное ко Дню города, состоялось в феврале 2018 года. Комплекс ледовой арены, где занимаются хоккеисты и мастера фигурного катания, имеет также тренажерный зал и зал хореографии, комфортные комнаты для тренерского состава, душевые, комнаты для переодевания.
Первыми мастерами спорта Южноуральска стали штангисты. Борис Амелькин в 1995 году в 55 лет стал чемпионом Европы. Он также является победителем многих Российских соревнований. Его коллега, тяжелоатлет Михаил Канов установил более 20 рекордов области, несколько лет был чемпионом Урала, а в 1995 году, как и Борис Амелькин, завоевал титул чемпиона Европы среди ветеранов в тяжелом весе. Владимир Брезин стал не только мастером спорта, но и первым из южноуральцев чемпионом СССР и России среди юношей.

## Связь и телекоммуникации
- «Метро74-Южноуральск» (информационно-рекламная газета). Тираж 10 000 экз. Распространяется в Южноуральске, Увельском, Пласте и в Увельском районе.
- «Главная Газета» (информационный городской еженедельник, 6000 экземпляров). Распространяется бесплатно.
- «Вся округа» (информационная газета) Распространяется платно. Тираж 2000 экземпляров. Распространяется в Южноуральске, Увельском и Пластовсом районе.
- «Официальный Южноуральск» (Официальное издание муниципалитета Южноуральска по Уставу ЮГО). Тираж 500 экз. Распространяется бесплатно.
- «Южноуральск. РУ» — новостной портал о городе и близлежащих районах.